# Modi Fabidi
Modi Fabidi (en llatí Modius Fabidius), va ser un heroi sabí.
Durant l'època en què els aborígens habitaven la regió de Reate (avui Rieti), en una festa en honor del déu Quirí, una noia de noble llinatge ballava amb les seves companyes una dansa per honorar el déu. Quirí la va veure, i com que era molt formosa, la va fer entrar al seu santuari. Per obra del déu va sortir-ne embarassada. Va donar a llum un fill que va créixer ràpidament, assolint una alçada i una força extraordinàries. Aquest noi s'anomenava Modi Fabidi i es va destacar per les seves proeses en les batalles. A la fi, amb un grup de companys, va deixar la seva terra i va marxar. Es va aturar al lloc on havia de fundar una nova ciutat, a la qual va donar el nom de Cures, en honor del seu pare (Quirí), o bé pel nom de la llança, que en llengua sabina es diu curis.